# Beplantingsplan

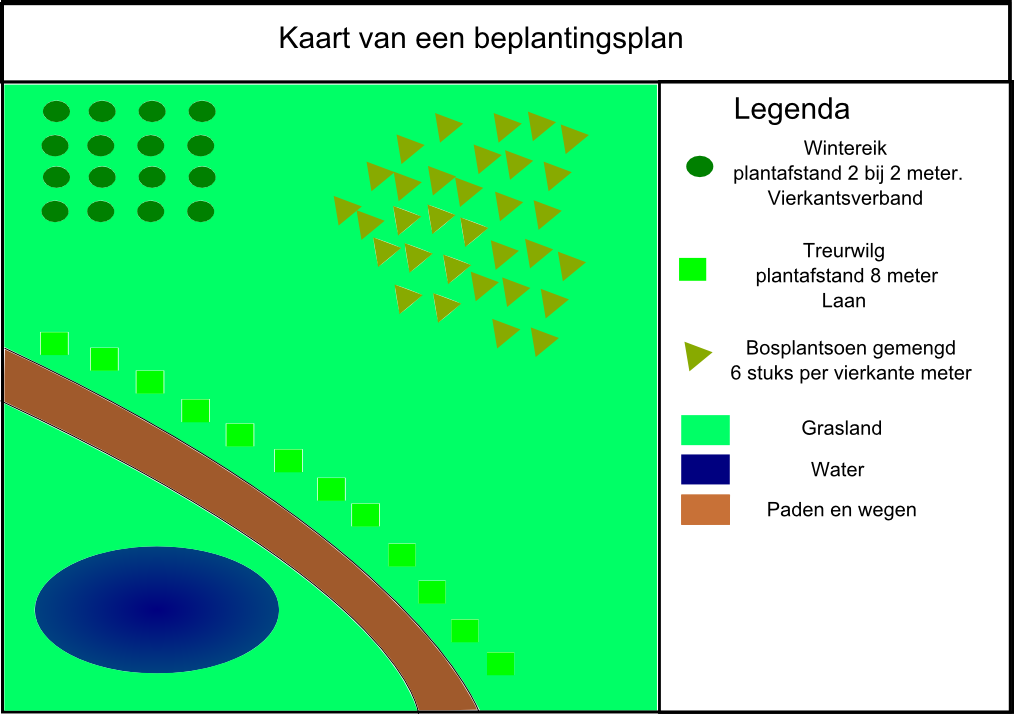
Een voorbeeld van een kaart waarop aangegeven staat waar wat geplant wordt.

Een beplantingsplan wordt binnen de ruimtelijke ordening en de tuinarchitectuur gebruikt om weer te geven waar planten geplant/gezaaid moeten worden, wat de plantafstand is, welke soorten er geplant worden en hoeveel van welke soort er geplant wordt. Daarnaast kunnen op een beplantingsplan bepaalde eigenschappen van planten worden weergegeven zoals de eisen die de planten aan hun standplaats stellen. 
Aspecten die in een beplantingsplan behandeld worden zijn onder andere de kosten van de aanleg, kosten van het aanlegbeheer en de kosten van het cyclisch beheer. Onderdeel van een beplantingsplan zijn een schets van het eindbeeld, een doorsnede van het eindbeeld en een plankaart. Bij het opstellen van een beplantingsplan wordt er vaak gebruikgemaakt van de RAW-systematiek om de werkzaamheden die nodig zijn voor de aanleg weer te geven.